# Denuncia (derecho internacional)
La denuncia, en Derecho internacional público, es la declaración unilateral a través de la cual un Estado decide retirar su consentimiento de un tratado internacional, rompiendo la relación obligatoria que le vinculaba a través del mismo.
Se basa en el principio de soberanía de los estados. Al igual que los estados pueden vincularse a otros contrayendo obligaciones mediante los tratados, pueden desvincularse por su mera voluntad mediante una denuncia.